# 九龍塘官立小學
九龍塘官立小學（英語：Kowloon Tong Government Primary School），簡稱KLNTGPS、九官，為香港一所位於九龍城區的官立小學，前身為1956年創立的農圃道官立小學下午校，於2001年遷入九龍塘現址，並轉為全日制。

## 歷史
此校的歷史可追溯至農圃道官立小學下午校，於1956年成立，其校舍位於土瓜灣農圃道。
由於政府鼓勵具條件的半日制小學轉為全日制，因此原校於2000年申請轉制及分拆，並獲分配位於前英軍聖佐治學校的新建校舍。
按照原來的時間表，校舍於2001年7月完工，並已如期交付。然而，由於裝修需時，最後延至同年12月才遷入現址；而農圃道官立小學上午校則留守原址，同步實行全日制。

## 歷任校長
- 張慧中女士（2001年-？，分拆後首任，由原校過渡）
- 張俊珊女士 (2001年 - 2007年）
- 李帶生先生（2007年 - 2017年）
- 吳炎婷女士（2017年起-2022年）
- 曾錫文先生（2022年9月-2025年2月）
- 陳嘉蕙女士（2025年2月履新，現任校長）

## 校舍
此校為一所後期型小學千禧校舍，佔地約4,500平方米，設有24間課室及各種特別室。校舍由香港建設控股承建，1999年尾動工，至2001年啟用。
值得一提的是，此校與毗鄰的嘉諾撒聖家學校（九龍塘），為全港首批後期型千禧校舍，建校計劃早於1999年5月交付立法會審議，而同期仍有早期型千禧校舍尚待興建。

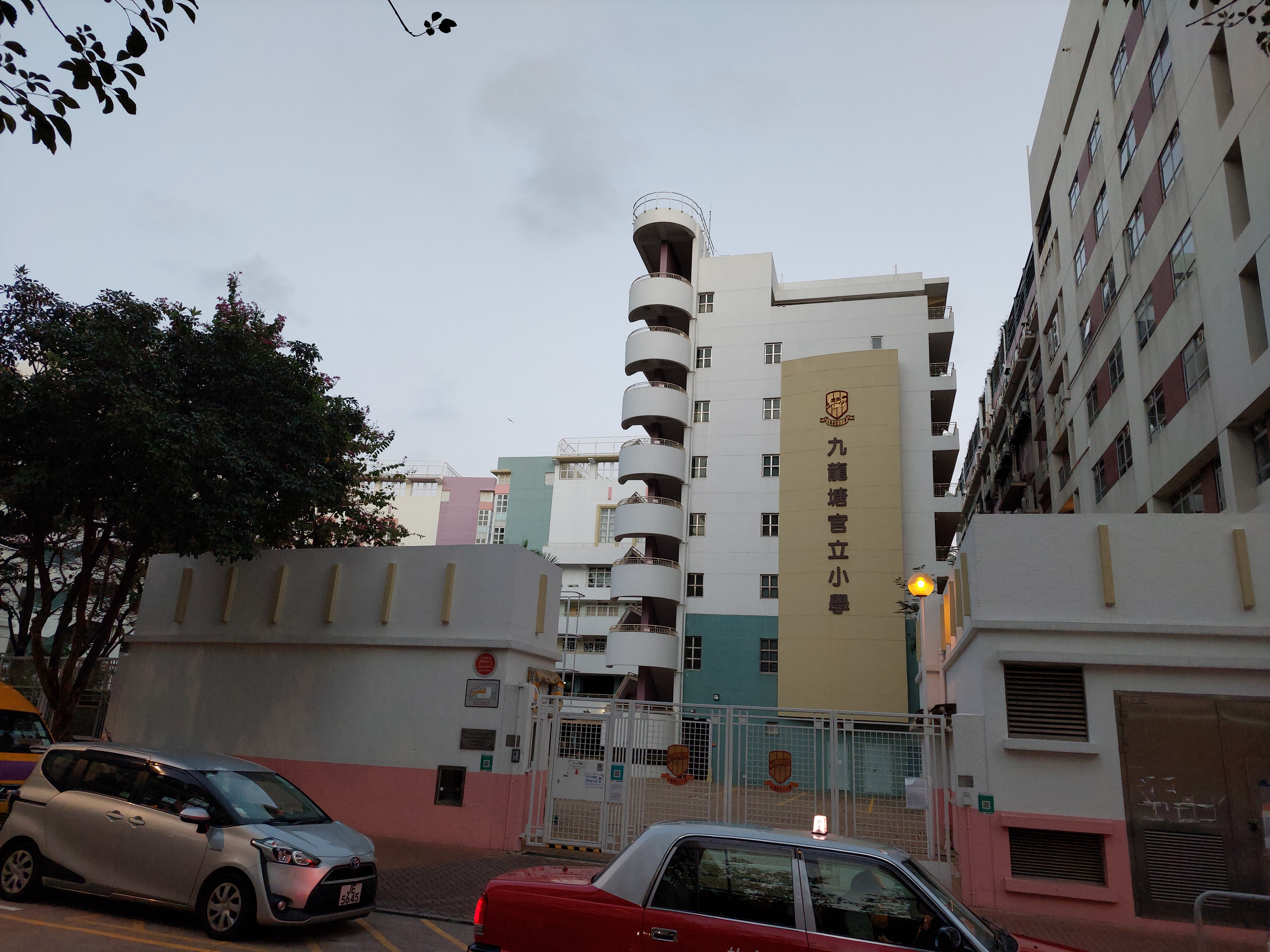
校舍正門
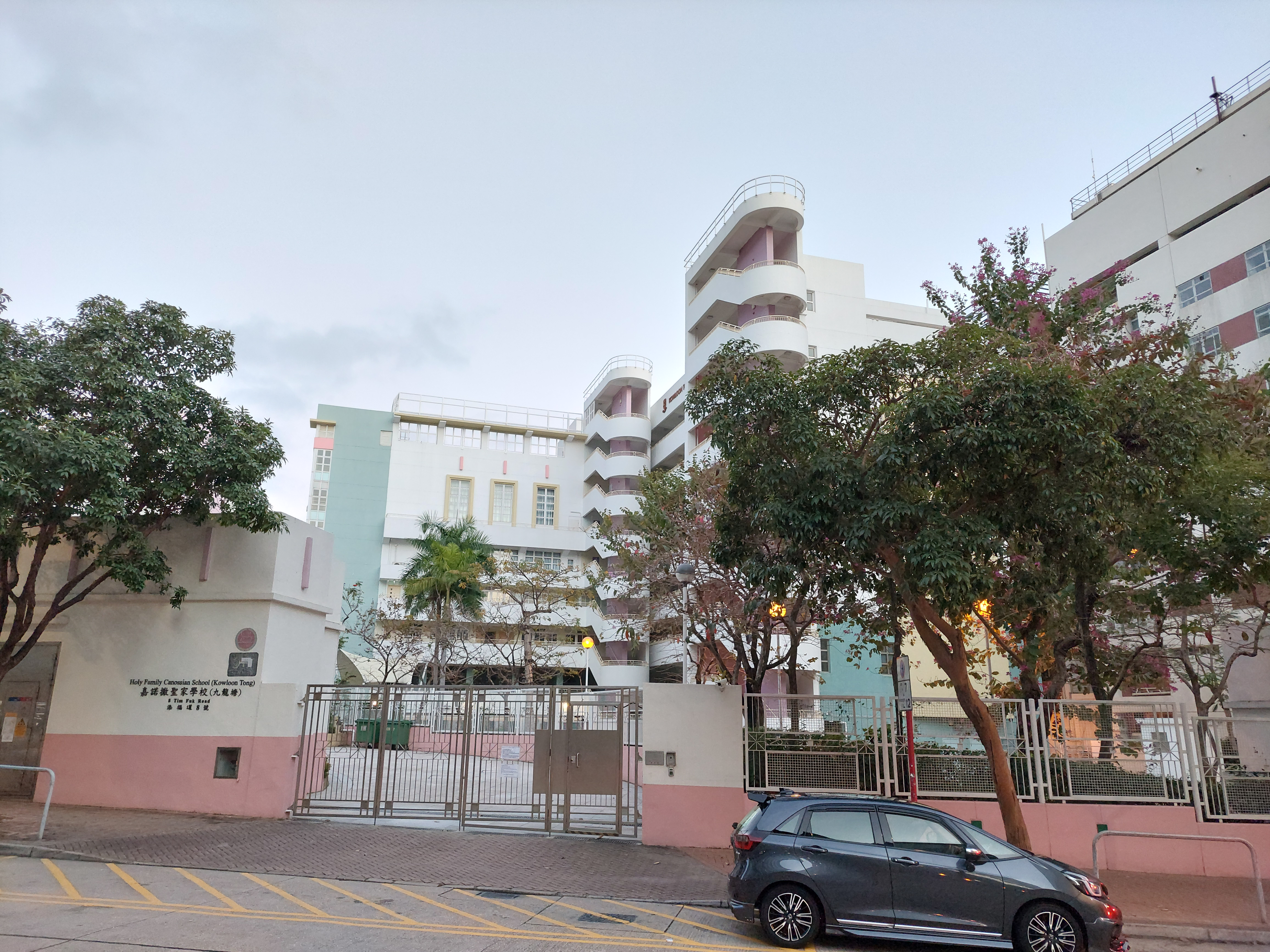
校舍西北面

## 聯繫中學
此校與伊利沙伯中學、何文田官立中學、賽馬會官立中學結為聯繫中學，各有25%中一學額預留予此校小六學生。

## 事件
- 2012年10月1日晚上，南丫島對出水域發生致命撞船事故，導致39人死亡，當中就讀此校三年級的8歲女生甄子祈，與其母親在海難中一同喪生。事後，全校師生於三日後的早會為她們默哀3分鐘，以表追思[6]。
- 2013年6月，此校時任教師梁世章因騙取多人（包括此校時任副校長及同事）共40萬元，以清還賭債，被判12項欺詐罪成[7]。
- 2021年3月，此校共有三名學生陸續確診2019冠狀病毒病，導致全校須於同月16日起停止面授課堂14日[8]。

## 著名校友
- 呂晨曦：前無綫電視女演員，現於中國內地發展[9]

## 註解
1. ↑  2021/22年度
2. ↑  當時為日本熊谷組子公司

## 外部連結
- 九龍塘官立小學官方網站 （页面存档备份，存于）